# Хоризонт
Вижте пояснителната страница за други значения на Хоризонт.
Хоризонтът е част от земната повърхност, видима от очите на наблюдателя на открита местност. Видимият хоризонт се нарича линията, по която сякаш небето достига до границата на земната повърхност. Далечината (d)на видимия хоризонт, т.е. разстоянието до най-отдалечените видими точки на земната повърхност, зависи от височината (h) на която е разположен наблюдателя над нивото на обкръжаващата го местност и нейния релеф (в морето от височината на морското равнище) и се изразява чрез формулата d (m) = 3.83 √h (km) (във формулата е отчетена средната рефракция). Далечината на видимия хоризонт се увеличава с увеличаване на височината, на която се намира наблюдателя.
| Височина (в m) | Далечина (в km) | Височина (в m) | Далечина (в km) | Височина (в m) | Далечина (в km) | Височина (в m) | Далечина (в km) |
| -------------- | --------------- | -------------- | --------------- | -------------- | --------------- | -------------- | --------------- |
| 1              | 3,8             | 7              | 10,1            | 40             | 24,2            | 100            | 38,3            |
| 2              | 5,4             | 8              | 10,8            | 50             | 27,1            | 200            | 54,2            |
| 3              | 6,6             | 9              | 11,5            | 60             | 29,7            | 300            | 66,3            |
| 4              | 7,7             | 10             | 12,1            | 70             | 32,0            | 400            | 76,6            |
| 5              | 8,6             | 20             | 17,1            | 80             | 34,3            | 500            | 85,6            |
| 6              | 9,4             | 30             | 21,0            | 90             | 36,3            | 600            | 93,8            |

Различават се три вида хоризонт:
- Истински (математически) хоризонт – пресечната линия на небесната сфера с равнина прекарана през точката на наблюдение и в същото време е перпендикулярна на небесната ос (линията, прекарана през небесните полюси)
- Видим хоризонт – винаги е по-ниско от истинския. Ъгълът между двата хоризонта се нарича понижение или депресия на хоризонта. Отдалечеността на видимия хоризонт зависи от височината на наблюдение над околността, релефа и влиянието на астрономическата рефракция.
- Астрономически хоризонт – линията, в която равнината е успоредна на истинския хоризонт минава през центъра на земята, като сече земната сфера.

Меридианът на мястото на наблюдение пресича истинския хоризонт в точките север и юг, а по средата между тях са разположени точките на изток (надясно от наблюдателя застанал с лице на север) и запад (наляво от него). В точките изток и запад хоризонтът пресича небесния екватор. Точките север, изток, юг и запад се наричат главни точки на хоризонта.

## Други
На хоризонта е наречена улица в квартал „Бенковски“ в София (Карта).